# Butuh (Sawangan)
Butuh is een bestuurslaag in het regentschap Magelang van de provincie Midden-Java, Indonesië. Butuh telt 2688 inwoners (volkstelling 2010).